# Campeonato Venezolano de Clubes de Rugby 2017
El Campeonato Nacional de Clubes 2017 es una edición del Campeonato Nacional de Clubes de rugby 15 masculino en Venezuela. Es organizado por la Federación Venezolana de Rugby. Proyecto Alcatraz Rugby Club obtuvo su tercer título al derrotar en la final a Caciques Cabimas Rugby Football Club.

## Primera fase
En la primera fase, los 27 clubes participantes son divididos en seis grupos por zona. Los equipos juegan una ronda clasificatoria de todos contra todos, dentro de cada grupo, con partidos de ida y vuelta.

### Campeonato Regional del Centro
Fuente: Feverugby
| Equipo                                        | Sede        | Estadio                                                  |
| --------------------------------------------- | ----------- | -------------------------------------------------------- |
| Club de Rugby Araguaney                       | Maracay     | Cancha de la UCV núcleo Maracay                          |
| Club de Rugby de la Universidad Metropolitana | Caracas     | Campo de fútbol de la Universidad Metropolitana          |
| Fénix Rugby Club                              | Naguanagua  | Fuerte Paramacay                                         |
| Guerreros Rugby Club                          | La Victoria |                                                          |
| Proyecto Alcatraz Rugby Club                  | El Consejo  | Campo de rugby de la Hacienda Santa Teresa               |
| Universidad Católica Andrés Bello Rugby Club  | Caracas     | Campo de fútbol de la Universidad Católica Andrés Bello. |
| Universidad Central de Venezuela Rugby Club   | Caracas     | Estadio Olímpico de la Universidad Central de Venezuela  |
| Universidad de Carabobo Rugby Club            | Valencia    | Polideportivo Arístides Pineda                           |

### Campeonato Regional Centro Occidente
Fuente: Feverugby
| Equipo                  | Sede         | Estadio                      |
| ----------------------- | ------------ | ---------------------------- |
| Barquisimeto Rugby Club | Barquisimeto | Polideportivo Máximo Viloria |
| CFLA Rugby Fútbol Club  | San Felipe   |                              |
| Cuervos Rugby Club      | Barquisimeto |                              |
| Yaracuy Rugby Club      | San Felipe   | Polideportivo de Guama       |

### Zona Andes
Fuente: Feverugby
| Equipo                             | Sede                    | Estadio                                                                          |
| ---------------------------------- | ----------------------- | -------------------------------------------------------------------------------- |
| Borregos Rugby Club                | Santa Bárbara del Zulia |                                                                                  |
| Club de Rugby Caballeros de Mérida | Mérida                  | Estadio Lourdes                                                                  |
| Mérida Rugby Club                  | Mérida                  | Cancha de Eco Wild Parque Agro-turístico y de Aventura. Páramo La Culata, Mérida |
| Pucará El Vigía Rugby Club         | El Vigía                | Cancha del Núcleo Universitario El Vigía ULA                                     |
| Táchira Titanes Rugby Club         | San Cristóbal           | Cancha de la UNET                                                                |

### Campeonato Regional del Zulia
Fuente: Feverugby
| Equipo                               | Sede      | Estadio               |
| ------------------------------------ | --------- | --------------------- |
| Caciques Cabimas Rugby Football Club | Cabimas   | Estadio Venoil        |
| Maracaibo Rugby Football Club        | Maracaibo | Cancha de Asoprolivos |
| Zulianos Rugby Football Club         | Maracaibo | Estadio La Rotaria    |

### Campeonato Regional-Nororiental
Fuente: Feverugby
| Equipo                             | Sede           | Estadio                                                            |
| ---------------------------------- | -------------- | ------------------------------------------------------------------ |
| Corsarios de Anzoátegui Rugby Club | Puerto La Cruz | Cancha Pancho Alegría del Complejo Deportivo Simón Bolívar         |
| Elite Rugby Club Monagas           | Maturín        | Estadio Alexander Bottini                                          |
| Margarita Rugby Club               | Porlamar       | Campo de fútbol del Polideportivo Bella Vista                      |
| Rugby Anzoátegui                   | Puerto La Cruz | Estadio de fútbol Francisco Massiani del Parque Andrés Eloy Blanco |

### Campeonato Regional Estado Bolívar
Fuente: Feverugby
| Equipo                    | Sede         | Estadio                               |
| ------------------------- | ------------ | ------------------------------------- |
| Albatros Rugby Club       | Puerto Ordaz | Hermandad Gallega                     |
| Club Deportivo Nómadas    | Puerto Ordaz | Campo de la UCAB Guayana              |
| UNEXPO Guayana Rugby Club | Puerto Ordaz | Cancha de fútbol de la UNEXPO Guayana |

## Fase final
Finalizada la primera fase, los campeones de cada zona pasan a los cuartos de final del torneo. Los equipos que ganan los partidos de cuartos de final se clasifican para las semifinales. Los partidos de semifinales también consisten en partidos eliminatorios. Los ganadores de las semifinales clasifican para el partido final.
|  | Cuartos de final | Cuartos de final |                                      |                                      | Semifinales              | Semifinales              |  |                              | Final                    | Final                    |  |
|  | ???              | ???              |                                      |                                      | 16 de septiembre de 2017 | 16 de septiembre de 2017 |  |                              | 30 de septiembre de 2017 | 30 de septiembre de 2017 |  |
|  |                  |                  |                                      |                                      |                          |                          |  |                              |                          |                          |  |
|  |                  |                  |                                      |                                      |                          |                          |  |                              |                          |                          |  |
|  | ???              | ???              |                                      |                                      |                          |                          |  |                              |                          |                          |  |
|  | ???              | ???              |                                      |                                      |                          |                          |  |                              |                          |                          |  |
|  | ???              | ???              |                                      |                                      |                          |                          |  |                              |                          |                          |  |
|  | ???              | ???              |                                      | Club Deportivo Nómadas               | 14                       |                          |  |                              |                          |                          |  |
|  |                  |                  |                                      | Club Deportivo Nómadas               | 14                       |                          |  |                              |                          |                          |  |
|  |                  |                  | Proyecto Alcatraz Rugby Club         | 83                                   |                          |                          |  |                              |                          |                          |  |
|  | ???              | ???              | Proyecto Alcatraz Rugby Club         | 83                                   |                          |                          |  |                              |                          |                          |  |
|  | ???              | ???              |                                      |                                      |                          |                          |  |                              |                          |                          |  |
|  | ???              | ???              |                                      |                                      |                          |                          |  |                              |                          |                          |  |
|  | ???              | ???              |                                      |                                      |                          |                          |  | Proyecto Alcatraz Rugby Club | 30                       |                          |  |
|  |                  |                  |                                      |                                      |                          |                          |  | Proyecto Alcatraz Rugby Club | 30                       |                          |  |
|  |                  |                  | Caciques Cabimas Rugby Football Club | 18                                   |                          |                          |  |                              |                          |                          |  |
|  | ???              | ???              | Caciques Cabimas Rugby Football Club | 18                                   |                          |                          |  |                              |                          |                          |  |
|  | ???              | ???              |                                      |                                      |                          |                          |  |                              |                          |                          |  |
|  | ???              | ???              |                                      |                                      |                          |                          |  |                              |                          |                          |  |
|  | ???              | ???              |                                      | Caciques Cabimas Rugby Football Club | 48                       |                          |  |                              |                          |                          |  |
|  |                  |                  |                                      | Caciques Cabimas Rugby Football Club | 48                       |                          |  |                              |                          |                          |  |
|  |                  |                  | Mérida Rugby Club                    | 0                                    |                          |                          |  |                              |                          |                          |  |
|  | ???              | ???              | Mérida Rugby Club                    | 0                                    |                          |                          |  |                              |                          |                          |  |
|  | ???              | ???              |                                      |                                      |                          |                          |  |                              |                          |                          |  |
|  | ???              | ???              |                                      |                                      |                          |                          |  |                              |                          |                          |  |
|  | ???              | ???              |                                      |                                      |                          |                          |  |                              |                          |                          |  |
|  |                  |                  |                                      |                                      |                          |                          |  |                              |                          |                          |  |

### Semifinales
| 16 de septiembre de 2017 | Club Deportivo Nómadas | 14-83   | Proyecto Alcatraz Rugby Club | Campo de la UCAB Guayana, Puerto Ordaz |  |
| 11:00 a. m. EST (UTC-4)  |                        | Reporte |                              |                                        |  |

| 16 de septiembre de 2017 | Caciques Cabimas Rugby Football Club | 48-0    | Mérida Rugby Club | Estadio Venoil, Cabimas |  |
| 5:00 p. m. EST (UTC-4)   |                                      | Reporte |                   |                         |  |

### Final
| 30 de septiembre de 2017 | Proyecto Alcatraz Rugby Club                                                                                | 30-18   | Caciques Cabimas Rugby Football Club                                  | Campo de rugby de la Hacienda Santa Teresa, El Consejo |                         |
| 4:00 p. m. EST (UTC-4)   | Tries: Larry Brito 10' Enixon López 30' Juan Gallardo 51' Larry Brito Brayan Bracamonte Pen: Ramón Ruíz 16' | Reporte | Tries: Xavier Pirela 51' Barrios 70' David Morillo Pen: Javier García | Árbitro(s): Iván Rivero                                | Árbitro(s): Iván Rivero |

| Campeón Proyecto Alcatraz Rugby Club |
| Tercer título                        |